# (306367) Nout
 (306367) Nout, désignation internationale (306367) Nut, est un astéroïde Apollon, également aréocroiseur et cythérocroiseur, découvert le 2 octobre 1960 par les astronomes Cornelis Johannes van Houten et Ingrid van Houten-Groeneveld.

## Historique
L'astéroïde a été découvert par les astronomes Cornelis Johannes van Houten et Ingrid van Houten-Groeneveld sur des plaques en provenance de Palomar Schmidt et prises par Tom Gehrels. Il a été nommé en référence à la divinité égyptienne Nout, mère d'Osiris.

## Caractéristiques
Sa distance minimale d'intersection de l'orbite terrestre est de 0,052 675 ua.